# Episteme connexa
Episteme connexa is een vlinder uit de familie van de uilen (Noctuidae). De wetenschappelijke naam van de soort is, als Eusemia connexa, voor het eerst geldig gepubliceerd in 1856 door Walker.